# Eupogonius cyaneus
Eupogonius cyaneus là một loài bọ cánh cứng trong họ Cerambycidae.